# Reintegracionisme
El reintegracionisme o lusisme (gallec: reintegracionismo, lusismo o lusitanismo; portuguès: reintegracionismo o lusismo) és un moviment cultural i lingüístic que sosté que el gallec i el portuguès són variants ortofòniques del mateix idioma, el gallegoportuguès o simplement el portuguès. És a dir, el gallec forma part del mateix sistema o diasistema lingüístic. Malgrat això, hi ha avui bàsicament dues normes per al portuguès: la de Portugal i la brasilera. La tercera (o la segona, si considerem que les altres en són una de sola) és la gallega de l'AGAL (Associaçom Galega da Língua).
El reintegracionisme considera que les Nomiga ("Normas ortográficas e morfolóxicas do idioma galego"), del ILG (Instituto da Lingua Galega), consagrades per la RAG (Real Academia Galega), són incorrectes per ser conseqüència de la castellanització del gallec (única normativa galaicoportuguesa amb ortografia semblant a la del castellà) i proposa l'ús de la normativa elaborada per la Associaçom Galega da Língua el 1981.
Les normes de l'ILG i de la RAG fan veure que no hi ha remei per l'evident espanyolització o castellanització del gallec oficial. Les reformes, com la de 2003, però, es van acostant, encara que molt lentament, a l'ortografia reintegrada.
El reintegracionisme defensa l'adopció d'una grafia en l'actual norma portuguesa, harmònica amb el gallegoportuguès internacional. Trets compartits: grafies NH, LH (en comptes de Ñ i LL), però no ~ (til de nasalidade); -aria, -vel (i no els sufixos -ería, -ble), però -çom (i no -ción), en lloc de -ção.
Altres, com el MDL (Movimento Defesa da Língua), utilitzen la Norma AGAL i la portuguesa indiferentment. L'AAG-P (Associação de Amizade Galiza-Portugal) i les IFG-P (Irmandades da Fala da Galiza e Portugal) usen la norma acordada de Lisboa de 1990.
El terme "reintegracionismo" és conciliador, perquè accepta posicions intermediàries per a una adopció progressiva de l'ortografia portuguesa o d'aproximació al portuguès de Portugal. Però lusisme i reintegracionisme tenen els mateixos objectius.
El lusisme adopta l'ortografia i la morfologia portugueses, amb el lèxic comú i també el lèxic propi gallec. El reintegracionisme usa particularitats gallegues (ortogràfiques i morfològiques).
Promotors del reintegracionisme: l'Associaçom Galega da Língua (AGAL), el Movimento de Defesa da Língua (MDL), l'Associação de Amizade Galiza-Portugal (AAG-P), les Irmandades da Fala da Galiza e Portugal (IFG-P), l'Associação Sócio-Pedagógica Galaico-Portuguesa (AS-PGP), etc.